# Roth (Driedorf)
Roth ist der östlichste Ortsteil der Gemeinde Driedorf im mittelhessischen Lahn-Dill-Kreis.

## Geografie
Der Ort liegt am östlichen Rand des Hohen Westerwaldes, etwa 8 km westlich von Herborn und 45 km nordöstlich von Montabaur. Die Entfernung nach Siegen beträgt etwa 43 km, nach Wetzlar 37 km. Roth liegt nahe der hessischen Landesgrenze zu Rheinland-Pfalz. Die Entfernung zum Dreiländereck Hessen – Rheinland-Pfalz – Nordrhein-Westfalen beträgt etwa 8 km. Die Gemarkung des Ortes hat eine Größe von 4,64 km².
Die angrenzenden Orte sind, von Norden im Uhrzeigersinn beginnend, die Orte: Schönbach, Hörbach, Guntersdorf (alle Stadt Herborn), Driedorf, Heiligenborn (beide Gemeinde Driedorf). Alle Orte gehören zum Lahn-Dill-Kreis.
Roth liegt im Quellbereich des Taufenbach, der bei Guntersdorf in den Rehbach, einem Zufluss der Dill, mündet. Westlich des Ortes erhebt sich der Oberster Berg (560 m.ü.NN), nordöstlich der Vorderstein (487 m.ü.NN). Der höchste Punkt der Gemarkung ist der Rother Berg (572 m.ü.NN) zwischen Oberster Berg und Gemarkungsgrenze. Nördlich des Ortes, im ehemaligen Basaltsteinbruch Winkel, hat sich ein ausgedehnter Weiher gebildet.

## Geschichte

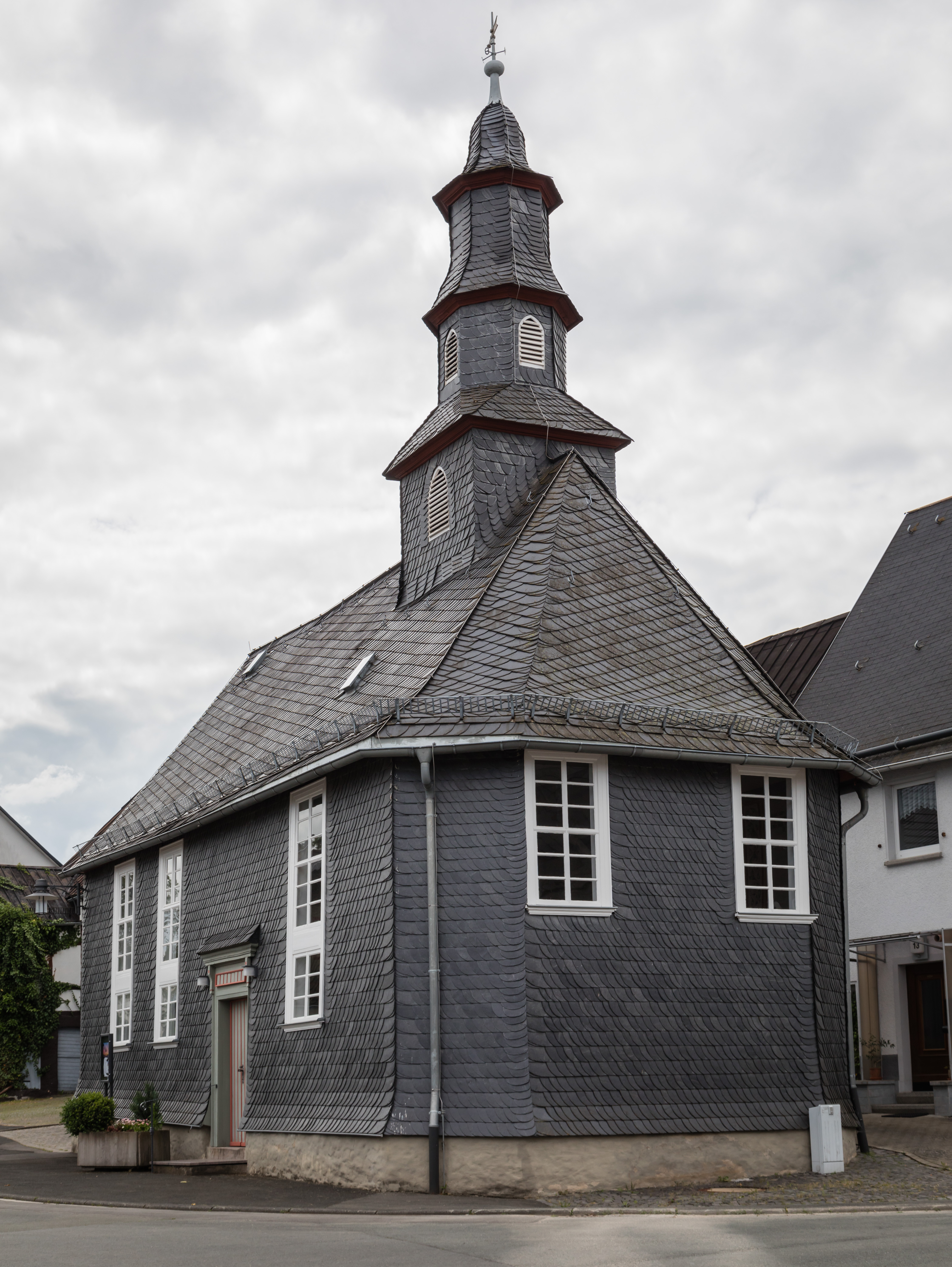
Kirche in Roth

### Ortsgeschichte
Der Ort wurde urkundlich erstmals 1324 als Royde erwähnt. Der Ort entstand vermutlich im 9./10. Jahrhundert, als im Westerwald für neue Orte umfangreiche Rodungen erforderlich wurden. Für den Ort ist auch die Schreibweise Rod überliefert.
Nahe dem Ort verlief die Fernhandelsstraße von Köln nach Leipzig über Altenkirchen und Herborn.
Roth gehörte im Mittelalter zum Kirchspiel Herborn. Mit Beginn der Reformation wurde der Ort von der Pfarrei Schönbach betreut, 1630 folgte der offizielle Wechsel zu dieser Pfarrei.
Während der „Franzosenzeit“, im Großherzogtum Berg 1806–1813, gehörte Roth zur Großgemeinde (Munizipalität) Hörbach. Am 27. August 1812 kam es in Roth zu einem Aufruhr, als Zollbeamte (Douaniers) nach Schmuggelware suchten. Durch die Zollpolitik der französischen Regierung waren Salz und Tabak für die Bevölkerung fast unerschwinglich geworden. Die Bürger bewaffneten sich mit Hacken, Mistgabeln und Stöcken. Bei dem folgenden Zusammenstoß wurden zwei Bürger von einem Douanier erschossen und einer verwundet.
Mit dem Bau des ersten Abschnitts der Westerwaldquerbahn von Herborn nach Driedorf erhielt der Ort am 1. Mai 1906 Anschluss an das Eisenbahnnetz. Bis 1910 wurde die Strecke über Westerburg bis Montabaur verlängert. Am 31. Mai 1966 wurde der Abschnitt der Westerwaldquerbahn endgültig stillgelegt und teilweise zurückgebaut.
Hessische Gebietsreform (1970–1977)
Mit dem Gesetz zur Neugliederung des Dillkreises der Landkreise Gießen und Wetzlar und der Stadt Gießen vom 13. Mai 1974 wurde die Gemeinde Roth zum 1. Januar 1977 im Zuge der Gebietsreform in Hessen in die Gemeinde Driedorf eingegliedert. Für Roth wurde wie für die anderen ehemals eigenständigen Gemeinden ein Ortsbezirk mit Ortsbeirat und Ortsvorsteher eingerichtet.

### Verwaltungsgeschichte im Überblick
Die folgende Liste zeigt im Überblick die Herrschaftsgebiete und Staaten, in denen Roth lag, bzw. die Verwaltungseinheiten, denen es unterstand:
- vor 1739: Heiliges Römisches Reich, Grafschaft/Fürstentum Nassau-Dillenburg, Amt Herborn[7]
- ab 1739: Heiliges Römisches Reich, Fürstentum Nassau-Diez, Amt Herborn
- 1806–1813: Großherzogtum Berg, Département Sieg, Arrondissement Dillenburg, Kanton Herborn
- 1813–1815: Fürstentum Nassau-Oranien, Amt Herborn
- ab 1816: Herzogtum Nassau[Anm. 1], Amt Herborn
- ab 1849: Herzogtum Nassau, Kreisamt Herborn[Anm. 2]
- ab 1854: Herzogtum Nassau, Amt Herborn
- ab 1867: Norddeutscher Bund[Anm. 3], Königreich Preußen, Provinz Hessen-Nassau, Regierungsbezirk Wiesbaden, Dillkreis[Anm. 4]
- ab 1871: Deutsches Reich, Königreich Preußen, Provinz Hessen-Nassau, Regierungsbezirk Wiesbaden, Dillkreis
- ab 1918: Deutsches Reich, Freistaat Preußen, Provinz Hessen-Nassau, Regierungsbezirk Wiesbaden, Dillkreis
- ab 1932: Deutsches Reich, Freistaat Preußen, Provinz Hessen-Nassau, Regierungsbezirk Wiesbaden, Landkreis Dillenburg
- ab 1933: Deutsches Reich, Freistaat Preußen, Provinz Hessen-Nassau, Regierungsbezirk Wiesbaden, Dillkreis
- ab 1944: Deutsches Reich, Freistaat Preußen, Provinz Nassau, Dillkreis
- ab 1945: Amerikanische Besatzungszone, Groß-Hessen, Regierungsbezirk Wiesbaden, Dillkreis
- ab 1946: Amerikanische Besatzungszone, Hessen, Regierungsbezirk Wiesbaden, Dillkreis
- ab 1949: Bundesrepublik Deutschland, Hessen, Regierungsbezirk Wiesbaden, Dillkreis
- ab 1968: Bundesrepublik Deutschland, Hessen, Regierungsbezirk Darmstadt, Dillkreis
- ab 1971: Bundesrepublik Deutschland, Hessen, Regierungsbezirk Darmstadt, Dillkreis
- ab 1977: Bundesrepublik Deutschland, Hessen, Regierungsbezirk Darmstadt, Lahn-Dill-Kreis, Gemeinde Driedorf[Anm. 5]
- ab 1981: Bundesrepublik Deutschland, Hessen, Regierungsbezirk Gießen, Lahn-Dill-Kreis, Gemeinde Driedorf

### Einwohnerentwicklung
| Roth: Einwohnerzahlen von 1834 bis 2020 | Roth: Einwohnerzahlen von 1834 bis 2020 | Roth: Einwohnerzahlen von 1834 bis 2020 | Roth: Einwohnerzahlen von 1834 bis 2020 | Roth: Einwohnerzahlen von 1834 bis 2020 |
| --- | --------------------------------------- | --------------------------------------- | --------------------------------------- | --------------------------------------- |
| Jahr |                                         |                                         |                                         | Einwohner                               |
| 1834 | 1834                                    |                                         | 283                                     | 283                                     |
| 1840 | 1840                                    |                                         | 313                                     | 313                                     |
| 1846 | 1846                                    |                                         | 275                                     | 275                                     |
| 1852 | 1852                                    |                                         | 270                                     | 270                                     |
| 1858 | 1858                                    |                                         | 250                                     | 250                                     |
| 1864 | 1864                                    |                                         | 263                                     | 263                                     |
| 1871 | 1871                                    |                                         | 286                                     | 286                                     |
| 1875 | 1875                                    |                                         | 280                                     | 280                                     |
| 1885 | 1885                                    |                                         | 269                                     | 269                                     |
| 1895 | 1895                                    |                                         | 277                                     | 277                                     |
| 1905 | 1905                                    |                                         | 268                                     | 268                                     |
| 1910 | 1910                                    |                                         | 288                                     | 288                                     |
| 1925 | 1925                                    |                                         | 341                                     | 341                                     |
| 1939 | 1939                                    |                                         | 359                                     | 359                                     |
| 1946 | 1946                                    |                                         | 547                                     | 547                                     |
| 1950 | 1950                                    |                                         | 545                                     | 545                                     |
| 1956 | 1956                                    |                                         | 547                                     | 547                                     |
| 1961 | 1961                                    |                                         | 571                                     | 571                                     |
| 1967 | 1967                                    |                                         | 649                                     | 649                                     |
| 1970 | 1970                                    |                                         | 726                                     | 726                                     |
| 1977 | 1977                                    |                                         | 674                                     | 674                                     |
| 1990 | 1990                                    |                                         | ?                                       | ?                                       |
| 2003 | 2003                                    |                                         | 753                                     | 753                                     |
| 2006 | 2006                                    |                                         | 711                                     | 711                                     |
| 2011 | 2011                                    |                                         | 666                                     | 666                                     |
| 2014 | 2014                                    |                                         | 675                                     | 675                                     |
| 2017 | 2017                                    |                                         | 680                                     | 680                                     |
| 2020 | 2020                                    |                                         | 720                                     | 720                                     |
| Datenquelle: Historisches Gemeindeverzeichnis für Hessen: Die Bevölkerung der Gemeinden 1834 bis 1967. Wiesbaden: Hessisches Statistisches Landesamt, 1968. Weitere Quellen: LAGIS; nach 1970: Gemeinde Driedorf; Zensus 2011 |                                         |                                         |                                         |                                         |

## Politik
Der Ort gehört bei Wahlen zum Deutschen Bundestag zum Wahlkreis „173 Lahn-Dill“, für Wahlen zum Hessischen Landtag zum Wahlkreis „21 Lahn-Dill I“.
Mit der Gebietsreform ist die Gemeindeverwaltung auf die Gemeinde Driedorf übergegangen. Letzter Bürgermeister war Walter Michel. Im Ort besteht ein Ortsbeirat aus sieben Mitgliedern. Der Ortsbeirat hat gegenüber der Gemeindevertretung Vorschlags- und Anhörungsrecht in den Angelegenheiten, die den Ort betreffen.  Nach den Kommunalwahlen in Hessen 2016 ist Danica Michel (URL) Ortsvorsteherin.

## Kultur und Sehenswürdigkeiten
Im Ortskern von Roth befindet sich eine kleine Kapelle in Fachwerkbauweise. Diese basiert auf der 1490 erstmals erwähnten Kapelle. In den Jahren 1753/54 erfolgte die Erweiterung zu einem kleinen rechteckigen Saalbau mit Satteldach und Haubendachreiter. Bei der Restaurierung 1978/79 wurde die ursprüngliche Farbgebung wiederhergestellt.

## Wirtschaft und Infrastruktur
Der Ort verfügt über ein Dorfgemeinschaftshaus.

### Verkehr
Der Ort liegt an der B 255 von Herborn über Driedorf nach Montabaur. Der nächste Bahnhof der Dillstrecke befindet sich in Herborn, nachdem die dort abzweigende Bahnstrecke Herborn–Montabaur stillgelegt und abgebaut wurde. Es bestehen Busverbindungen nach Driedorf, Rehe und Herborn. Die Entfernung zum Flughafen Frankfurt beträgt 101 km, nach Köln/Bonn ca. 102 km.

### Bildung
Im Roth existiert ein kommunaler Kindergarten. Der Ort gehört zum Einzugsbereich der Westerwaldschule Driedorf, einer Grund-, Haupt- und Realschule. Weiterführende Schulen können in Herborn oder Dillenburg besucht werden.